# IC 2648
IC 2648 је спирална галаксија у сазвјежђу Лав која се налази на листи објеката дубоког неба у Индекс каталогу.
Деклинација објекта је + 10° 13' 31" а ректасцензија 11h 14m 45,6s. Привидна величина (магнитуда) објекта IC 2648 износи 14,9 а фотографска магнитуда 15,7. IC 2648 је још познат и под ознакама CGCG 67-41, NPM1G +10.0252, PGC 34267.